# Éric Tapé
Didier Éric Tapé (Abidjan, 25 ottobre 1981) è un ex cestista ivoriano.

## Carriera
Con la Costa d'Avorio ha disputato i Campionati mondiali del 2010 e quattro edizioni dei Campionati africani (2003, 2009, 2015, 2017).